# Полластрини, Барбара
Барбара Мария Симонетта Полластрини (итал. Barbara Maria Simonetta Pollastrini; род. 30 сентября 1947, Дарфо-Боарио-Терме, провинция Брешиа, Ломбардия) — итальянский политик, министр по обеспечению прав и равных возможностей во втором правительстве Проди (2006—2008).

## Биография
Родилась 30 сентября 1947 года в Дарфо-Боарио-Терме в буржуазной семье. Окончила университет Боккони, написав дипломную работу о Шарле Фурье; впоследствии некоторое время преподавала в университете. Во время подъёма леворадикального молодёжного движения в 1968 году вступила в маоистскую организацию Союза итальянских коммунистов (марксистов-ленинистов), более известную по названию её центрального органа Servire il popolo («Служить народу»); возглавляла её миланское отделение, затем перешла в Итальянскую компартию. С конца 1980-х возглавляла организацию ИКП в Милане.
В рамках операции «Чистые руки» была 30 сентября 1993 года официально обвинена в причастности к незаконному финансированию ИКП, 16 апреля 1996 года полностью оправдана.
С 1992 по 1994 год состояла во фракции Демократической партии левых сил в Палате депутатов 11-го созыва. С 30 мая 2001 по 27 апреля 2006 года — во фракции Левые демократы-Оливковое дерево Палаты 14-го созыва, начиная с 15-го созыва входила во фракцию Демократической партии.
С 17 мая 2006 по 8 мая 2008 года занимала кресло министра без портфеля по обеспечению прав и равных возможностей во втором правительстве Проди.
Вместе с Рози Бинди подготовила законопроект, известный под итальянской аббревиатурой Dico (Diritti e doveri delle coppie conviventi), призванный регламентировать фактические браки, в том числе лиц одного пола, который так и не был одобрен парламентом вплоть до досрочных выборов 2008 года. При рассмотрении проекта в правительстве министр юстиции Клементе Мастелла голосовал против.
30 декабря 2012 года победила на праймериз Демократической партии в городе Милане и провинции Милан, получив 4527 голосов и возглавив местный список партии на парламентских выборах 24-25 февраля 2013 года.
7 мая 2017 года в ходе национальной ассамблеи Демократической партии избрана по квоте Андреа Орландо заместителем председателя ДП Маттео Орфини (другим заместителем стал Доменико де Сантис).

## Личная жизнь
В первом браке была замужем за социологом Ренато Маннхеймером, впоследствии стала женой банкира Пьетро Модиано — председателя совета директоров компании SEA, управляющей миланскими аэропортами. В 1999 году перенесла гистерэктомию.